# شروتون
شروتون (به انگلیسی: Shrewton) یک روستا و محله مدنی در بریتانیا است که در ویلتشر واقع شده‌است. شروتون ۱٬۸۷۰ نفر جمعیت دارد.